# Batakanstadion
Het Batakanstadion is een multifunctioneel stadion in Balikpapan, een stad in de provincie Oost-Kalimantan op Borneo in Indonesië. 
Het ontwerp werd afgerond in 2010 en kwam van het Arkitek Team Empat PT. Het werd gebouwd tussen 2011 en 2016. Dit was langer dan gepland. De bouw kostte 1,3 biljoen Indonesische roepia. Het stadion werd geopend in 2017. In het stadion is plaats voor 40.000 toeschouwers. Bij de bouw is ook een kleiner stadion gebouwd in de buurt waar faciliteiten liggen voor andere sporten, zoals atletiek. 
Het hoofdstadion is voornamelijk bedoeld voor voetbalwedstrijden. De voetbalclub Persiba Balikpapan maakt gebruik van dit stadion. 